# Saint-Gilles (Manica)
Saint-Gilles è un comune francese di 935 abitanti situato nel dipartimento della Manica nella regione della Normandia.

## Società

### Evoluzione demografica
Abitanti censiti

## Monumenti e Arte
Una chiesa del XII secolo ed una del XIII secolo (Molto probabilmente costruita nel XII secolo e successivamente ingrandita durante il secolo successivo).

## Eventi
Ogni anno alla prima domenica di settembre si festeggia la festa di Saint-Gilles con bancarelle, bande paesane e ristorazione direttamente in loco